# Love Again (canción de Céline Dion)
«Love Again» es una canción de la cantante canadiense Céline Dion para el álbum de la banda sonora Love Again (2023). Fue escrita por Dan Wilson y Rosaileen Scher, y producida por Wilson con producción adicional de Sara Mulford. Se lanzó el 13 de abril de 2023.

## Antecedentes y lanzamiento
Después de lanzar «Courage» en 2019 y realizar la gira Courage World Tour, se unió al elenco de la película de comedia dramática romántica estadounidense dirigida por James C. Strouse, Love Again. La fotografía principal comenzó en octubre de 2020 y terminó a principios de 2021. El 13 de abril de 2023, se lanzó este nuevo sencillo, su nueva música en cuatro años y desde que reveló en diciembre de 2022 que ha estado luchando con Síndrome de la persona rígida.

## Recepción crítica
Gil Kaufman de Billboard la describió como una balada conmovedora y una suave pista de piano y guitarra acústica en la que Dion canta suavemente letras emotivas. Nardine Saad de Los Angeles Times la llamó una dulce balada de piano sobre cómo superar el dolor de perder a un ser querido.

## Video musical
El video con la letra con escenas de la película se lanzó en YouTube el 13 de abril de 2023.

## Posicionamiento en listas
| Listas (2023)                            | Mejor posición |
| ---------------------------------------- | -------------- |
| Canadá (Hot Canadian Digital Song Sales) | 10             |
| Quebec (ADISQ Digital Sales Chart)       | 2              |
| Quebec (ADISQ Radio Chart)               | 2              |
| Reino Unido (UK Singles Downloads)       | 86             |

## Historial de lanzamiento
| País   | Fecha               | Formato                      | Discográfica | Ref.  |
| ------ | ------------------- | ---------------------------- | ------------ | ----- |
| Varios | 13 de abril de 2023 | Descarga digital y Streaming | Sony Music   | [ 1 ] |